# Cryptophagus populi
Cryptophagus populi is een keversoort uit de familie harige schimmelkevers (Cryptophagidae). De wetenschappelijke naam van de soort werd in 1800 gepubliceerd door Gustaf von Paykull.